# 氯酸铬
氯酸铬是一种无机化合物，化学式为Cr(ClO3)3。

## 物理性质
氯酸铬易溶于水，形成紫色溶液，其溶液在65℃变为绿色，继续提高温度分解。